# Горлівсько-Щербинівський страйк
 Горлівсько-Щербинівський страйк — страйк шахтарів та металургів Горлівсько-Щербинівського району 19 квітня — 11 травня 1916 року, під час якого загинуло 4 робітників.

## Історія
19 квітня 1916 року на підприємствах Горлівсько-Щербинівського району розпочався страйк, який охопив 22 тисячі шахтарів та 5 тисяч металургів Петровського заводу.

## Розстріл страйкуючих робітників
1 травня відбулись мітинги на страйкуючих рудниках, а 2 травня було заплановано провести загальний мітинг. Шахтна адміністрація Горлівських рудників заборонила зібрання робітників. В Горлівку було викликано два взводи піхоти на чолі з поручиком Лосієвським. Місце проведення мітингу було оточене поліцією. Незважаючи на заборону, страйкарі стали збиратися на мітинг. Лосієвский наказав присутнім розійтися, але мітингарі відповіли відмовою. Поліція приступила до звичайних заходів насильницького розгону. Розпочалась сутичка, під час якої поліція відкрила вогонь. Натовп розсіявся. Убитими виявились Кирило Олександрович Касаткін, Єгор Григорович Карканиця, Ілля Дмитрович Малик, Маркел Дем'янович Ремішевський, 20 осіб зазнали поранень.
Серед солдатів і поліцейських травмованих було 9 чоловік. Згодом з'ясувалося що загін солдатів стріляв у повітря, а поліцейські в цей час стріляли в шахтарів. У ніч на 3 травня було затримано від 100 до 300 учасників сутички. Затриманих направили до в'язниці у повітовому центрі — Бахмуті. Після перемовин керівництва підприємств зі страйкарями заробітна платня була підвищена на 25 %. Страйк припинився до 11 травня.

## Пам'ять
Загиблі були поховані в братській могилі, на якій в 1917 році був відкритий пам'ятник за ініціативою українського товариства «Просвіта» рудника № 5.